# Kylie Rogers
Kylie Anne Rogers (* 18. Februar 2004 in Dallas, Texas) ist eine US-amerikanische Schauspielerin. Größere internationale Bekanntheit erlangte sie durch ihre Mitwirkung in der unter anderem von Steven Spielberg für ABC produzierten US-Science-Fiction Fernsehserie The Whispers.

## Leben
Kylie Rogers begann ihre Karriere im Jahr 2012 in dem US-amerikanischen Horrorfilm Horror House. Danach folgten im selben Jahr Gastauftritte in den US-Fernsehserien Zeit der Sehnsucht und Private Practice. Im Jahr 2013 übernahm sie Rollen in der Krimiserie CSI: Vegas und in der Fantasyserie Once Upon a Time in Wonderland. 2014 folgten die Filme Space Station 76 und Finders Keepers sowie 2015 der Thriller Mojave. Des Weiteren hat sie an einigen Werbespots mitgewirkt.
2015 spielte sie als feste Besetzung neben Milo Ventimiglia, Barry Sloane und Kristen Connolly in der Science-Fiction-Drama Fernsehserie The Whispers die Rolle der Minx Lawrence. Zudem ist sie neben Russell Crowe, Amanda Seyfried, Diane Kruger und Jane Fonda im Filmdrama Väter und Töchter – Ein ganzes Leben unter der Regie von Regisseur Gabriele Muccino zu sehen. In dem Filmdrama Himmelskind spielt sie an der Seite von Jennifer Garner die Rolle der Anna Beam.

## Filmografie (Auswahl)
Filme
- 2012: Forsake Me Not (Kurzfilm)
- 2012: Horror House
- 2012: Shooter (Kurzfilm)
- 2013: The List (Fernsehfilm)
- 2014: The Gates (Fernsehfilm)
- 2013: We’ve Got Balls
- 2014: Space Station 76
- 2014: Finders Keepers (Fernsehfilm)
- 2015: Mojave
- 2015: Lifted (Kurzfilm)
- 2015: Väter und Töchter – Ein ganzes Leben (Fathers and Daughters)
- 2016: Himmelskind (Miracles form Heaven)
- 2016: Verborgene Schönheit (Collateral Beauty)
- 2018: Skin
- 2019: Run with the Hunted
- 2019: Less Than Zero (Fernsehfilm)
- 2022: Im Dutzend noch billiger (Cheaper by the Dozen)
- 2023: Landscape with Invisible Hand
- 2023: Beau Is Afraid

Serien
- 2012: Zeit der Sehnsucht (Days of Our Lives, Episode 11948)
- 2012: Private Practice (2 Episoden)
- 2013: CSI: Vegas (CSI: Crime Scene Investigation, Episode 13x19)
- 2013: Deadtime Stories (Episode 1x06)
- 2013: Mob City (2 Episoden)
- 2013–2014: Once Upon a Time in Wonderland (2 Episoden)
- 2015: The Whispers (13 Episoden)
- 2016: Chicago P.D. (Episode 3x22)
- 2018–2022: Yellowstone (7 Episoden)
- 2019: Into the Dark (Episode 1x06)
- 2020–2021: Home Before Dark (20 Episoden)